# Avola
Avola (italià) o Àvula (en sicilià) és un municipi italià, situat a la regió de Sicília i a la província de Siracusa. L'any 2006 tenia 31.695 habitants. Limita amb els municipis de Noto i Siracusa.

## Evolució demogràfica

Localització d'Avola

## Personatges il·lustres
- Giuseppe Di Giacomo

## Galeria d'imatges

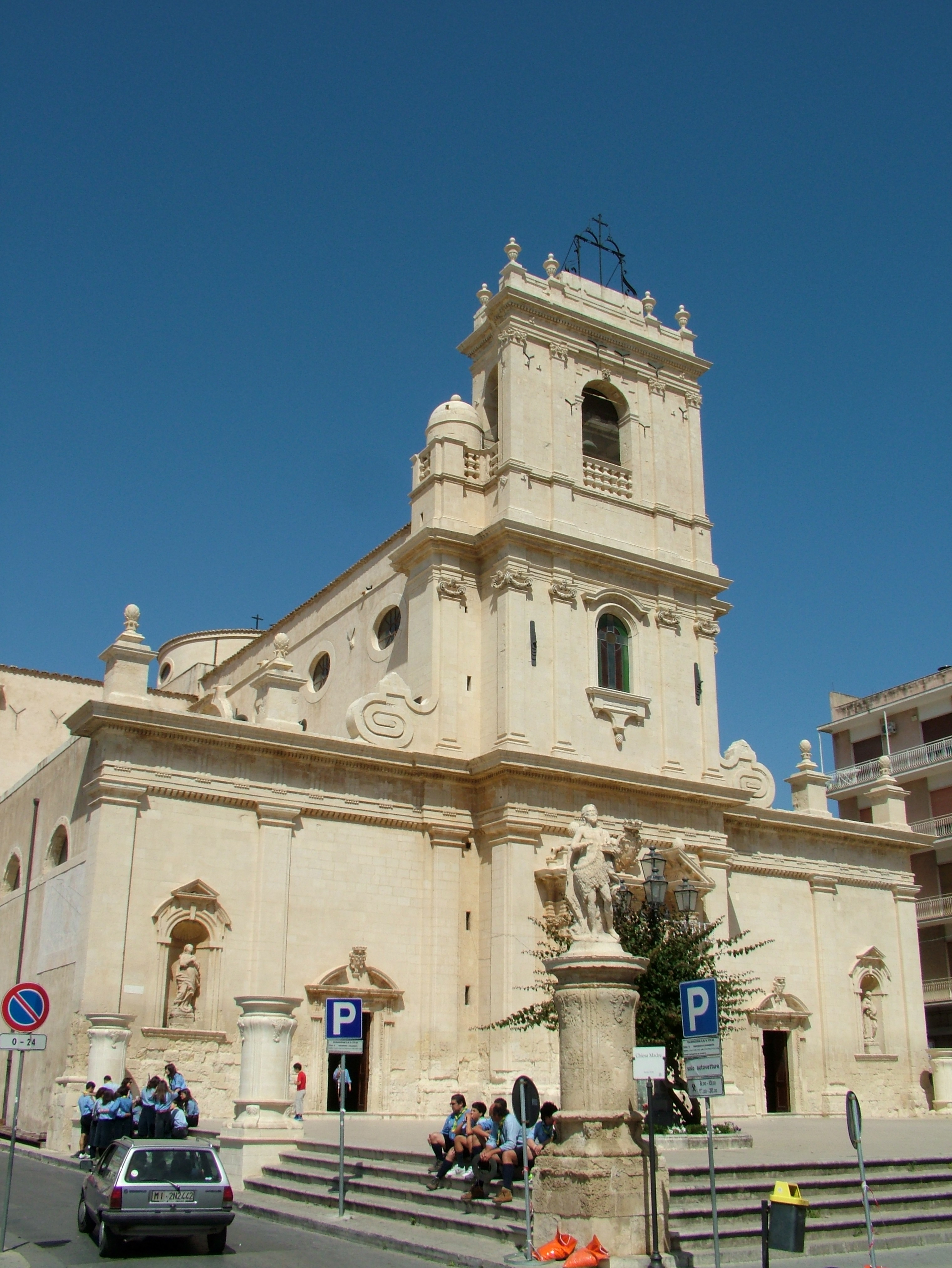
Església mare
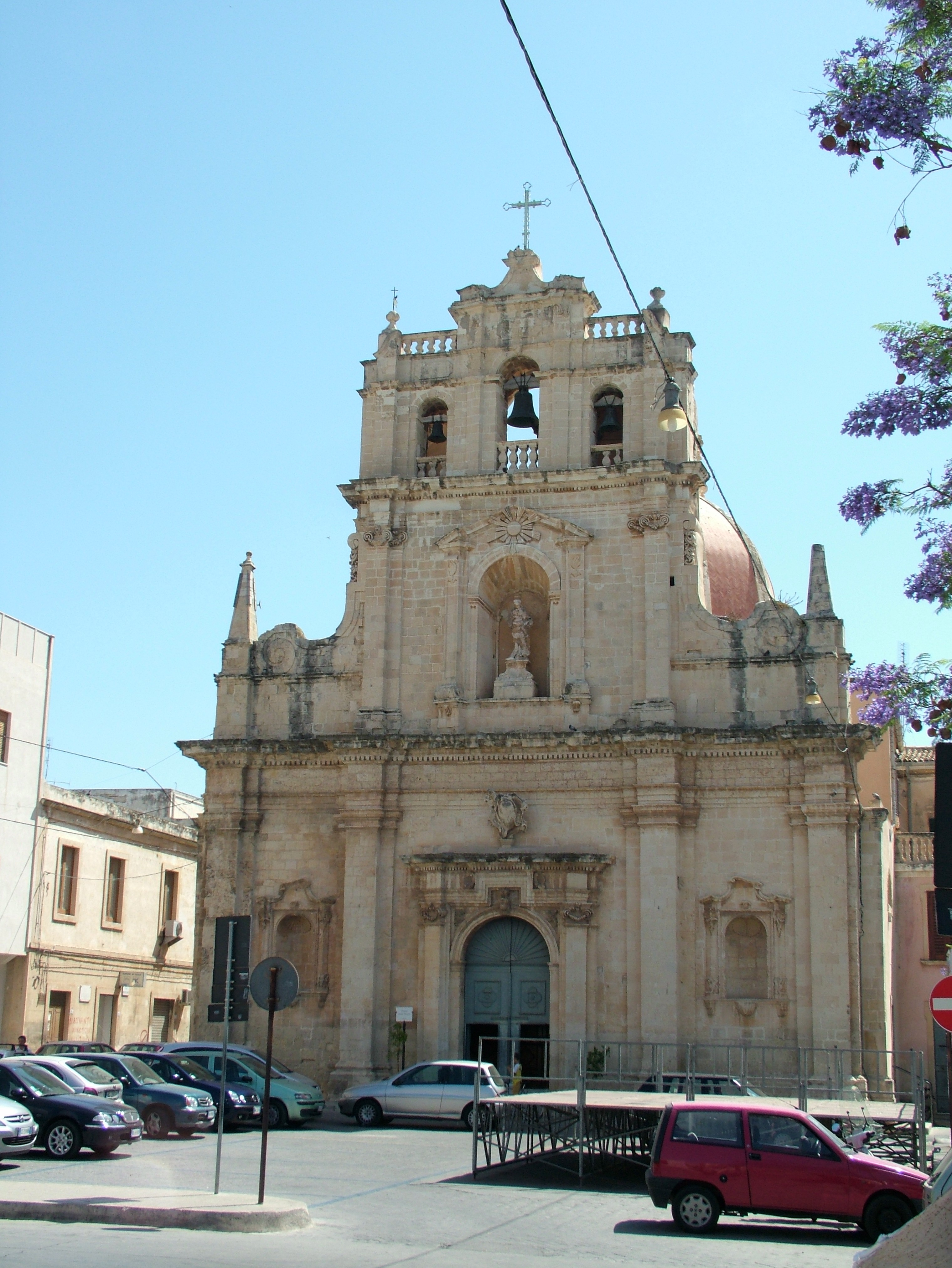
Església de Santa Venera